# Байер, Джорджина
Джорджина Байер (англ. Georgina Beyer; имя при рождении — Джордж Бертран (англ. George Bertrand); ноябрь 1957, Веллингтон, Новая Зеландия — 6 марта 2023, Веллингтон, Новая Зеландия) — актриса и политик. Депутат парламента Новой Зеландии от Лейбористской партии (1999—2007). Стала первой открытой трансгендерной женщиной, избранной депутатом в национальный парламент.

## Биография
Родился в 1957 году, Веллингтон (Новая Зеландия) в семье этнических маори, имя при рождении — Джордж Бертран (англ. George Bertrand), поскольку при рождении была определена как мальчик. Его назвали в честь дедушки по материнской линии, подполковника Джорджа Бертрана, который служил в батальоне маори. У его матери родился второй ребёнок, Карен, от первого мужа в декабре 1958 года. Карен забрали социальные службы, и немногие в семье знали, что её мать была беременна во второй раз. Джордж был отправлен жить к своим бабушке и дедушке на ферму в Таранаки во время этой второй беременности. Его родители развелись к 1962 году.
Мать Джорджа снова вышла замуж в 1962 году. Вторым её мужем стал Колин Байер, недавний выпускник юридического факультета. Пара переехала в Аппер-Хатт. Джорджу Бертрану на тот момент исполнилось четыре с половиной года, и он вернулся жить со своей матерью и отчимом. Его брат, Эндрю, родился в декабре 1963 года. Джордж учился в начальной школе Аппер-Хатта и, с семи лет, после того как семья переехала в пригород Веллингтона Крофтон-Даунс, в школе Нгайо. Поскольку между матерью и отчимом возникали семейные проблемы, Джорджа отправили в школу-интернат колледжа Уэллсли, где он пытался покончить жизнь самоубийством на фоне чувства отторжения со стороны родителей. Начиная с формы 2 (класс образовательной системы Новой Зеландии), он посещал школу на дневном обучении, поскольку общежитие было закрыто. После того, как брак родителей потерпел неудачу в 1971 году, финансовые трудности привели к тому, что частная школа перестала быть доступной, и Джордж поступил в Онслоу-колледж на форму 3. Затем Джордж переехал с матерью и братом Эндрю в Папатото, чтобы быть рядом с семьей (там жил его брат Рэймонд, а его сестра Джоан — в Гленфилде) и друзьями и посещал среднюю школу Папатото. До зачисления юридическое изменение имени с «Джордж Бертран» на «Джордж Байер» означало, что разницу в фамилии не нужно объяснять в школе. Также для Джорджа было социально выгодно быть связанным с его успешным отчимом. Джордж начал играть в театре в этой школе и решил сделать на этом карьеру, бросив школу в 16 лет (против воли матери).
Некоторое время он жил в Австралии, а по возвращении в Новую Зеландию стал с большим успехом искать работу актёра, кульминацией которой стала номинация GOFTA за «Jewel’s Darl» в 1987 году. Вернувшись в Новую Зеландию, Джордж Байер продолжал работать в качестве стриптизёра и драг квин. В 1984 году он прошёл хирургическую коррекцию пола. Под именем Джорджина она стала заниматься драматургией, выступала на сцене театров и кабаре, снималась в кино и на телевидение, работала ведущей на радио. Переехав в Картертон, в Уаирарапу, она была местной ведущей новостей и работала в утренней команде на радиостанции Today FM, которой тогда владел Пол Генри. До сих пор продолжает играть в театре.
Вскоре после окончания колледжа она стала появляться на сценах ночных гей-клубов. Затем переехала в Сидней (Австралия), где работала стриптизёршей и проституткой. Там она попала в автомобиль с четырьмя мужчинами, которые жестоко изнасиловали её. Этот инцидент, по всей видимости, убедил её попытаться изменить ход своей жизни.
О жизни и судьбе Байер снят документальный фильм «Джорджи герл», а также несколько короткометражных фильмов. В одном из них её играла Рэймон Те Ваке.
Скончалась 6 марта 2023 года в Веллингтоне в возрасте 65 лет, она долгое время боролась с болезнью почек.

## Политическая карьера

### Местная политика
Она начала интересоваться местной политикой, впервые выиграв выборы в местный школьный совет. Политическую карьеру начала в городке Картертон (англ. Carterton, 4000 жителей), недалеко от Веллингтона, избравшись в местный попечительский орган — Отдел среднего образования. В 1995 году стала мэром города — 48 % голосов, в 1998 году переизбрана — 90 % голосов. Это сделало её первой в мире открытой трансгендерной женщиной, ставшей мэром города. Занимала должность мэра до 2000 года.

### Парламент
В 1999 году она была избрана в парламент Новой Зеландии от Лейбористской партии на участке Wairarapa, в связи с чем оставила пост мэра Картертон. Она удивила политических обозревателей, обогнав на 3 033 голоса бывшего коллегу из Национальной партии Пола Генри, которого поддерживал типичный ультраправый электорат, и став первым в мире открыто трансгендерным депутатом парламента.
Переизбрана в парламент на этом же участке в 2002 году с большинством в 6 372 голоса. В декабре 2002 года Байер сказала: «Мне задают вопросы, на которые ни один другой политик никогда не ответит. Относительно операции вы знаете: „Было ли больно?“ или „Когда вы занимаетесь сексом сейчас, как женщина, это отличается от того, как вы занимались сексом в качестве мужчины?“ Ну, конечно».
В своем выступлении к парламенту с законоопроектом о реформе проституции 2003 года Байер назвала себя бывшей секс-работницей. Ей приписывают влияние на трёх депутатов во время голосования за законопроект, который был принят 60 голосами за, 59 против и одном воздержавшимся.
В 2005 году переизбрана по спискам депутатов, пребывая на этом посту до 2007 года. Как член парламента она занималась множеством проблем — культурой, сельским хозяйством, местным самоуправлением и защитой окружающей среды. Но самая заметная деятельность её как политика — борьба за права человека, особенно сексуальных меньшинств, в том числе разрешение однополых браков в Новой Зеландии, устранение дискриминации по гендерным или национальным признакам.

### Первая речь
Традиционно новоизбранным депутатам предоставляется 10 минут, чтобы представиться коллегам. Вот выдержка из её речи:
Господин спикер, я не могу не упомянуть количество первых членов этого парламента. Наш первый растафарианец (Нандор Танцош), наша первая полинезийская женщина, и да, я должна сказать это, я думаю, я первый транссексуал в Новой Зеландии, который стоит в этой палате парламента. Это беспрецедентный случай не только в Новой Зеландии, дамы и господа, но и в мире. Это исторический момент. Мы должны признать, что наша страна лидирует во многих аспектах. Мы проложили путь к тому, что женщины получили право голоса. Мы проложили путь в прошлом, и я надеюсь, что мы сделаем это снова в будущем в социальной политике и, конечно, в области прав человека.

### Политические взгляды
В июне 2004 года Байер выступила на национальной конференции UniQ (студенческая квир-ассоциация) в университете Уаикато, Гамильтон, где она вновь заявила о своей поддержке законопроекта о гражданском союзе. Она заявила, что не верит, что однополые браки будут легализованы в Новой Зеландии в течение как минимум 20 лет, и опасается, что гомосексуальные новозеландцы переживают бурное время, когда права, приобретённые после реформы о гомосексуализме в 1986 году, будут подвергнуты сомнению и нападкам. Она весьма эмоционально рассказала о своей внутренней борьбе между членством в парламенте Новой Зеландии, которую она охарактеризовала как самую старую «истинную» демократию в мире, и своим наследием маори, когда дело дошло до обсуждения законопроекта о морском дне и побережье Новой Зеландии от мая 2004 года, за который она проголосовала.

### Отставка
В начале 2004 года Байер объявила, что не будет баллотироваться на выборах 2005 года. Давление со стороны избирательного комитета, который выступал против взглядов Джорджины на вопрос о морском дне и береговой полосе, также, возможно, способствовали решению. В сентябре Байер передумала. Она объявила, что будет претендовать на место в списке лейбористов, не выдвигая кандидатуру вторично в Уаирарапе. Она заявила, что митинг консервативной церкви Destiny Church месяц назад повлиял на её решение, поскольку она считала, что идея таких митингов должна быть опровергнута.
Байер подала в отставку 15 февраля 2007 года и днём ранее выступила с речью перед парламентом. Свободную позицию в списке заняла Лесли Сопер.
В 2010 году Байер заявила, что с тех пор как ушла из политики, она испытывала финансовые трудности и подала заявку на получение социального пособия.
В 2013 году у Байер была диагностирована хроническая болезнь почек, и ей требовался диализ несколько раз в день, пока ей не сделали пересадку почки. В 2017 году Джорджина успешно перенесла пересадку почки и возобновила публичные выступления.

## Публичные выступления
Байер была основным докладчиком на Международной конференции по правам человека в сфере ЛГБТ в Монреале в 2006 году, а также в Копенгагене в 2009 году, а также на ежегодном гала-концерте Egale Canada Human Rights Trust, который состоялся в Торонто 24 сентября 2010 года.
Байер была приглашена в качестве докладчика на публичное мероприятие в дискуссионном обществе Оксфордского университета Оксфордский союз 23 октября 2018 года и в Кембриджском университете 31 октября 2018 года.